# Winfried Freudenberg
Winfried Freudenberg (ur. 29 sierpnia 1956, zm. 8 marca 1989) był ostatnim człowiekiem, który zginął podczas ucieczki przez Mur Berliński z NRD do Berlina Zachodniego.

## Życiorys
Freudenberg urodził się w Osterwieck, wychował w Saksonii-Anhalt w mieście Lüttgenrode, w pobliżu ówczesnej granicy między Niemcami Wschodnimi, będącymi wtedy jako państwo satelickie ZSRR częścią komunistycznego bloku wschodniego, i Niemcami Zachodnimi. Po pracy, jako praktykant elektryk, kształcił się na technika elektryka w Volkshochschule (rzemieślnicza szkoła zawodowa). Jesienią 1988 roku ożenił się z Sabiną, studentką poznaną w szkole. Dwa tygodnie przed ślubem Freudenberg postanowił uciec ze swoją żoną na zachód. Zaraz po ślubie zaczął planować podróż domowym balonem wypełnionym gazem ziemnym (ponieważ jego główny składnik metan jest lżejszy od powietrza i gaz ziemny może służyć jako gaz nośny).
W ramach swojego planu Freudenberg podjął pracę w miejscowym zakładzie przetwórstwa gazu i małżonkowie przeprowadzili się do mieszkania w Berlinie Wschodnim, w dzielnicy Prenzlauer Berg. W styczniu i w lutym 1989 roku zaczęli z pociętych na paski i później sklejanych polietylenowych namiotów budować balon o wysokości 13 metrów i średnicy 11 metrów. Wieczorem 7 marca zdecydowali, że warunki pogodowe były korzystne do ucieczki i o północy udali się do zakładu, gdzie Freudenberg pracował i zaczęli wypełniać balon gazem. Zauważył ich młody student i zadzwonił o 1:30 na policję. Gdy zobaczyli nadjeżdżający radiowóz wpadli w panikę. Balon nie był wypełniony i gazu nie wystarczało, aby podnieść ich oboje. Freudenberg postanowił uciec sam i przeciął trzymające balon liny. Jednak bez Sabiny było za mało balastu i balon wzniósł się zbyt szybko. Zaraz po starcie zerwał linie energetyczne. Chociaż wschodnioniemiecka straż często strzelała i zabijała ludzi, którzy starali się uciec, postanowiono nie strzelać do Freudenberga, ze względu na fakt, że kule mogły spowodować wybuch gazu ziemnego wewnątrz balonu.
Freudenberg spędził kilka godzin w powietrzu. Przeleciał nad lotniskiem Tegel w Berlinie Zachodnim, gdzie najwyraźniej zamierzał lądować z wysokości 2000 metrów. O 7:30 rano spadł w ogrodzie willi w dzielnicy Zehlendorf (Berlin Zachodni). Bezpośrednia przyczyna wypadku jest nieznana. Resztki balonu spadły na środkowy pas autostrady, a ciało Freudenberga znaleziono kilka godzin później kilka przecznic dalej na podwórku. Freudenberg niewątpliwie zmarł od obrażeń w wyniku wypadku. Prawie każda kość w jego ciele została złamana i został uszkodzony praktycznie każdy organ wewnętrzny.
Po incydencie, wschodnioniemiecka policja śledziła przyjaciół, krewnych, znajomych, kolegów i żonę Freudenberga, badając czy brali udział w próbie ucieczki. Z powodu międzynarodowego zainteresowania i nacisków spowodowanych ostatnio zastrzeleniem Chrisa Gueffroya, ostatniego uchodźcy, do którego strzelała straż graniczna NRD, Sabina otrzymała stosunkowo łagodny wyrok – trzy lata w zawieszeniu, a następnie udzielono jej amnestii w październiku 1989 roku. W następnym miesiącu Wschodnie Niemcy zaczęły pozwalać swoim obywatelom podróżować na Zachód, a kilka miesięcy później Mur Berliński został zdemontowany i oba kraje zjednoczone.